# گزارشگر
گزارشگر، یا گزارش‌نگار (به انگلیسی: Reporter) گونه‌ای از خبرنگاری است که در آن، شخص به تحقیق درباره مباحث گوناگون و ارائه اطلاعات به‌دست آمده از آن در رسانه‌های گروهی و یا شبکه های اجتماعی می‌پردازد. گزارش می تواند در قالب گزارش رادیویی، گزارش تلویزیونی، یا گزارش نوشتاری باشد که در مطبوعات، خبرگزاری ها، انواع پایگاه خبری و تحلیلی، و یا شبکه های اجتماعی منتشر می شود.

گزارشگران کار خود را برای جمع‌آوری اطلاعات، از راه‌های گوناگونی مانند اطلاعات منتشر شده در روزنامه‌ها، حضور به عنوان شاهد در حوادث گوناگون، تحقیق از راه مصاحبه با افراد، رجوع به پرونده‌های عمومی و ... انجام می‌دهند. جمع‌آوری اطلاعات به شکل گزارش در اختیار رسانه‌های گروهی و اجتماعی قرار می‌گیرد. یک گزارشگر، بیشتر وقت خود را در اتاق خبر، یا به عنوان شاهد و ناظر حوادث یا در حال مصاحبه با می‌گذراند. 